# FLYING KIDS
FLYING KIDS（フライングキッズ）は、ボーカル浜崎貴司を中心とした、日本の9人組のファンク・バンド。
バンド名は、大滝詠一・山下達郎・伊藤銀次によるアルバム「NIAGARA TRIANGLE Vol.1」に収録されている山下達郎の同名の曲「フライング・キッド」に由来する。

## 概要
東京造形大学のバンドサークルのメンバーを中心に結成。1989年3月4日、バンドオーディション番組『平成名物TV・三宅裕司のいかすバンド天国』（TBS）に出場し、キングであったGENを倒して3代目イカ天キングとなる。その後、4週連続勝ち抜き、4月8日放送分ではワールドミュージック風の楽曲を引っさげて挑んできたチャレンジャーのKUSU KUSU（楽曲は「オレンヂバナナ」）を倒して5週勝ち抜き達成。初代グランドキングとなり、シングル「幸せであるように」でメジャーデビューした。
初期にはファンクミュージックを前面に出した曲を中心に、1994年頃からは「恋の瞬間」「風の吹き抜ける場所へ」「とまどいの時をこえて」等ポップ路線を取り入れていった。その後も「暗闇でキッス〜Kiss in the darkness〜」「ディスカバリー」などのスマッシュヒットを連発した。
1998年2月12日に解散した。
- 浜崎はその後もソロとして音楽活動を行っている。
- 丸山は自分のバンド「マルサンズ」を結成、都内ライブハウスを中心に活動。また、サポート活動では高橋直純のツアーでベースもプレイしている。
- 飯野は藤井尚之、中島卓偉、アブラーズ、杏子などのライブサポートを中心にCMやTV番組音楽の制作などでも活動、自主的なソロアルバムも発表している。

2007年8月18日、『RISING SUN ROCK FESTIVAL 2007 in EZO』で、浜谷淳子を除くオリジナルメンバー6人で再結成した。

## メンバー
- 浜崎貴司（ボーカル）
1965年6月11日生まれ、栃木県出身。
- 丸山史朗（ギター・コーラス）
1962年7月19日生まれ、群馬県出身。
- 加藤英彦（ギター・コーラス）
1965年11月9日生まれ、栃木県出身。
- 伏島和雄（ベース・コーラス）
1963年11月13日生まれ、群馬県出身。
バンドのリーダー。
- 中園浩之（ドラム）
1962年8月25日生まれ、大阪府出身。

以下のメンバーは2017年に新たに加入した。
- Elli（ボーカル）
8月11日生まれ、福岡県出身。
- SWING-O（キーボード）
1969年6月25日生まれ、兵庫県出身。
- 宇賀まり（サックス）
4月7日生まれ、千葉県出身。
- 竹本一匹（パーカッション）
1972年5月23日生まれ、長崎県出身。

## 元メンバー
- 浜谷淳子（タンバリン・コーラス）
1964年7月7日生まれ、岡山県出身。
解散後、結婚のため引退し、再結成には不参加。
2017年に行われたバンド結成30周年3ヶ月連続ワンマンライブでは、祝花を贈っている。
- 飯野竜彦（キーボード・コーラス）
1964年1月6日生まれ、東京都出身。
2014年10月27日をもってバンドを脱退。
脱退後の2017年にFLYING KIDSデビュー前に並行して活動していたバンド・The Parsifal（ザ・パルジファル）を再始動。ギターの丸山、ベースの伏島と共に活動している。

## 再結成
2007年
- 5月15日、リーダー伏島和雄が、浜谷淳子を除くオリジナルメンバー6人での再結成を発表。ファンクラブの加入者へDMが送付された。
- 8月12日、fai aoyamaでのMCU出演のイベントにシークレットゲストとして出演。
- 8月18日、『RISING SUN ROCK FESTIVAL 2007 in EZO』で再結成。

2008年
- 4月27日、『ARABAKI ROCK FEST.08』に出演。
- 6月7日、『-頂-（いただき）日本平大音楽祭』に出演。新曲を演奏。
- 8月4日、スピッツが主催する『ロックロックこんにちは!Ver.12「十二2宴」(Jyuni Hutae)』に出演。
- 10月7日、Def ROCKSTAが主催する『SUITE ROOM RoomNo.008』にシークレットゲストで出演。新曲を演奏。
- 11月7日、恵比寿LIQUIDROOMで10年ぶりの東京公演となる『FLYING KIDS復活大感謝祭〜FUNK騒ぎでドドンガドン!』を開催。ゲスト：YO-KING、MCU、及川光博、高野寛、ズクナシ。

2009年
- 2月13日、『FLYING KIDS復活大感謝祭〜FUNK騒ぎでドドンガドン!』のアンコール公演として『FLYING KIDS復活大感謝祭〜FUNK騒ぎでドドンガドン！なにわ編』を開催。ゲスト：高野寛、MCU。
- 7月4日、公式ホームページにて11年半振りにニューアルバムを発売すると発表。同年9月23日に発売された。

## 再結成後の活動
2009年
- 3月30日、再結成後初の新曲「ドマナツ」がUVケアのコパトーンCMソングに起用された。
- 5月5日、『J-WAVE & Roppongi Hills present TOKYO M.A.P.S supported by JAVA TEA』に出演。
- 6月6日、『MITSUHIRO OIKAWA presents UNDER THE MIRRORBALL'09』に出演。→インフルエンザの影響で公演中止。
- 7月4日、『Hot Stuff 30th Anniversary Special Live "out of our heads"』に出演。
- 8月15日、『RISING SUN ROCK FESTIVAL 2009 in EZO』に出演。
- 9月23日、12年振りのアルバム「エヴォリューション」リリース。
- 10月3日、『ROCK town Kobe'09』に出演。＠神戸ビエンナーレ2009 野外特設ステージ
- 10月11日、『音晴』に出演。＠大阪城野外音楽堂
- 10月24日、『IE SOUND JAMBOREE 2009』に出演。＠伊江村青少年旅行村
- 11月21日、ワンマンライブ『ファンタじゃないよ、ファンクだよ! ソウル込めますノーベンバー!』＠赤坂BLITZ
- 12月31日、及川光博うっとり ナイト2009『ゆくミッチーくるミッチー』ゲスト出演＠渋谷AX

2010年
- 5月27日、FLYING KIDS SPECIAL CLUB LIVE『DEEP NIGHT(コイヨル)』＠代官山UNIT

2011年
- 9月21日、2年ぶりのアルバム『LIFE WORKS JOURNEY』リリース
- 10月12日、『LIFE WORKS JOURNEY』発売記念イベント＠渋谷タワーレコードB1 STAGE ONE
- 12月30日、Rockin' on presents「COUNTDOWN JAPAN 11/12」に出演。

2012年、『2012 FLYING KIDS LIVE TOUR　"JOY ! 〜 一期一会"』ツアー（ゲスト：スチャダラパー BOSE）
- 1月15日、渋谷 WWW
- 1月28日、心斎橋 Music Club JANUS
- 4月29日、「ARABAKI ROCK FEST.12」（ゲスト：スチャダラパー BOSE、THE BACK HORN 山田将司）
- 5月20日、「GREENROOM FESTIVAL 12」（ゲスト：スチャダラパー BOSE）
- 8月19日、RADIO BERRY ベリテンライブ2012〜10th Anniversary Premium Show 〜参加

ボーカル浜崎と斉藤和義との共作「オリオン通り」の一部をギター・加藤が歌う。
- 8月25日、香川県「MONSTER baSH2012」（ゲスト：スチャダラパー BOSE）
- 10月13日、富山県「BEATRAM MUSIC FESTIVAL 2012」に参加
- 10月28日、SHIBUYA-La.mama 30th Anniversary『relation』 SCOOBIE DOと対バン。
- 12月16日、名古屋ブルーノート　FLYING KIDS LIVE「一期一会」（1日2回公演）
- 12月31日、モーションブルー横浜“一期一会”New Year’s Eve〜New Year’s Live!

初のカウントダウンライブ（1日2回公演）
2013年
- 8月25日、富山県「ホットフィールド2013」参加
- 9月16日、東京都　shibuya duo MUSIC EXCHANGE「FLYING KIDS LIVE バンド・オブ・ザ・ナイト！」ワンマンライブ
- 10月19日、群馬県 GBGB2013 G-Beat Gig Boxに参加

2014年
- 5月28日、渋谷クアトロ「THE SOLAR BUDOKAN 2014 IN SHIBUYA Vol.3」シアターブルック、Dj LYN
- 9月21日、渋谷duo MUSIC EXCHANGE「FLYING KIDS 逆襲のファンク！」ワンマンライブ

Percussion 竹本一匹 / Saxophone 宇賀まり参加。
- 10月27日、キーボード飯野竜彦が脱退。
- 12月5日、渋谷La.mama『道玄坂異種格闘技戦 vol.74』FLYING KIDS / UL

 Keyboard SWING-O参加。
2015年
- 1月17日、	渋谷duo MUSIC EXCHANGE「新春オールスター☆ファンキー歌合戦!!」

（出演者： 佐藤タイジ / 高野寛 / 寺岡呼人 / Bose / 矢井田瞳 / UL / スガシカオ） 
- 4月12日、 Billboard Live OSAKA「FLYING KIDS Billboard Live Tour 2015」ワンマンライブ（1日2回公演）（ゲスト：矢井田瞳）
- 4月25日、群馬県,グリーンドーム前橋「GBGB2015 'G-Beat Gig Box'」参加
- 6月28日、 Billboard Live TOKYO「FLYING KIDS Billboard Live Tour 2015」ワンマンライブ（1日2回公演）（ゲスト：宮沢和史）
- 10月2日、 HEAVEN’S ROCK 宇都宮「FLYING KIDS 関東ファンク旅団2015（Autumn－Winter）」ワンマンライブ
- 10月11日、下北沢GARDEN『You talkin’ to me？』いまみちともたか（ゲスト:杏子） / 杉本恭一 / FLYING KIDS
- 12月23日、＜TV＞群馬テレビ「 JOYのASOBU-TV JOYnt!」＃232「FLYING KIDSさん　ゴメンなさい」出演（群馬テレビ・とちぎテレビO.A.）
- 12月26日、＜TV＞群馬テレビ「JOYのASOBU-TV JOYnt!」＃232「FLYING KIDSさん　ゴメンなさい」出演（テレビ埼玉O.A）

2016年
- 2月27日、群馬県、前橋 DYVER 「FLYING KIDS　関東ファンク旅団2016」ワンマンライブ
- 3月25日、神奈川県、横浜 THUMBS UP「FLYING KIDS　関東ファンク旅団2016」ワンマンライブ

2017年
- 11月16日・12月21日、原宿クロコダイル「BACK 2 THE EGG」

2018年
- 1月27日、原宿クロコダイル「BACK 2 THE EGG」
- 4月7日、Billboard Live TOKYO「Billboard Live 2018『みんなあれについて考えてる』」（二部制）
- 12月29日、原宿クロコダイル「FLYING KIDS LIVE 2018 FINAL「Back to the egg 続いてゆくのだな」」

2019年
- 4月28日、Billboard Live TOKYO「Billboard Live 2019「さらば平成!幸せであるように」」（二部制）
- 7月5日、横浜THUMBS UP「FLYING KIDS Live「僕らの歌は君の歌」」
- 10月11日、Mt.RAINIER HALL SHIBUYA PLEASURE PLEASURE「FLYING KIDS ワンマンショー 「ミンナ☆オードレイ!」」

2020年
- 9月11日、Billboard Live TOKYO「そしてボクら、ファンキーになった」（二部制）

2021年
- 10月30日、Billboard Live TOKYO「Billboard Live TOKYO 2021 FLYING KIDS ～DON'T TOUCH ME ! BUT CATCH ME !」（二部制）

2022年
- 7月29日、Billboard Live TOKYO「Billboard Live 2022「第1回 チキチキ還暦だヨ!全員集合!」」（二部制）

## ディスコグラフィー

### シングル
※現在は生産中止
|      | タイトル                                                 | 発売日         | カップリング曲                                               | 備考                                                                | JP |
| ---- | -------------------------------------------------------- | -------------- | ------------------------------------------------------------ | ------------------------------------------------------------------- | -- |
| 1st  | 幸せであるように                                         | 1990年4月4日   | 国民の皆さん                                                 |                                                                     | 14 |
| 2nd  | 我想うゆえに我あり                                       | 1990年8月21日  | 傘がない 毎日の日々（その2）                                 |                                                                     | 45 |
| 3rd  | 心は言葉につつまれて                                     | 1990年11月22日 | ナカヨシノイミ                                               |                                                                     | 72 |
| 4th  | 新しい方々                                               | 1991年3月21日  | こんなにたくさん集めて はじけそうだぜ - マッチョズ愛のテーマ |                                                                     |    |
| 5th  | 君だけに愛を                                             | 1991年10月21日 | 君だけに愛を（激愛ヴァージョン）                             | ザ・タイガースのカバー。                                            |    |
| 6th  | TELEPHONE                                                | 1992年8月26日  | カナリア                                                     |                                                                     |    |
| 7th  | 君とサザンとポートレート                                 | 1992年11月21日 | TWO HEARTBEATS                                               |                                                                     |    |
| 8th  | 大きくなったら/虹を輝かせて                              | 1993年8月21日  | -                                                            |                                                                     | 88 |
| 9th  | 恋の瞬間                                                 | 1993年10月27日 | Flying Kids（大人になれない子供達）〜Midnight Sky Version〜  |                                                                     | 89 |
| 10th | 風の吹き抜ける場所へ 〜Growin' Up, Blowin' In The Wind〜 | 1994年6月22日  | 大人                                                         |                                                                     | 19 |
| 11th | 君に告げよう                                             | 1994年11月9日  | お楽しみはこれからだ! (Live)                                 |                                                                     | 36 |
| 12th | とまどいの時を越えて                                     | 1995年4月24日  | 恋の瞬間 (remix)                                             |                                                                     | 48 |
| 13th | 暗闇でキッス 〜Kiss in the darkness〜                    | 1995年8月23日  | ダークサイドなブギ                                           |                                                                     | 31 |
| 14th | Christmas Lovers/バンバンバン                            | 1995年11月22日 | -                                                            | 「バンバンバン」はザ・スパイダースのカバー。                        | 60 |
| 15th | 真夏のブリザード                                         | 1996年5月22日  | 少年の宝物                                                   |                                                                     | 67 |
| 16th | ディスカバリー                                           | 1996年10月28日 | DISCOVERY WHITE LINE MIX                                     |                                                                     | 19 |
| 17th | 僕であるために                                           | 1996年11月25日 | 21世紀になっても                                             | 後に『天才てれびくんワイド』のコーナー「MTK」においてカバーされる。 | 31 |
| 18th | Love & Peanuts                                           | 1997年4月23日  | 本当は強く抱かれたいのに                                     |                                                                     |    |
| 19th | 君にシャラララ                                           | 1997年9月4日   | NEW ADVENTURE                                                |                                                                     | 67 |

### 配信限定シングル
| 発売日        | タイトル                            | レーベル                   | 収録アルバム                     | 備考                                        |
| ------------- | ----------------------------------- | -------------------------- | -------------------------------- | ------------------------------------------- |
| 2020年1月8日  | オードレイ!                         | Mappa Duck Records         | そしてボクら、ファンキーになった |                                             |
| 2020年3月25日 | ワレメユニバース                    | Mappa Duck Records         | そしてボクら、ファンキーになった |                                             |
| 2021年4月14日 | ガッチャンコ!                       | Mappa Duck Records         | 希望のシッポ                     |                                             |
| 2022年7月1日  | DON'T TOUCH ME! BUT CATCH ME!       | Mappa Duck Records         | 希望のシッポ                     |                                             |
| 2022年7月1日  | ウブゴエ・デスフィーレ              | Mappa Duck Records         | 希望のシッポ                     |                                             |
| 2023年10月4日 | REFLEX ACTION                       | ビクターエンタテインメント | 希望のシッポ                     |                                             |
| 2024年1月10日 | じゃーね                            | ビクターエンタテインメント | 希望のシッポ                     |                                             |
| 2025年1月29日 | BUZZER BEATER feat.トータス松本     | ビクターエンタテインメント | 希望のシッポ                     | メジャーデビュー35周年記念シングル【第1弾】 |
| 2025年3月26日 | ハナフブキ〜宴もたけなわ〜 feat.PES | ビクターエンタテインメント | 希望のシッポ                     | メジャーデビュー35周年記念シングル【第2弾】 |

### オリジナル・アルバム
|      | タイトル                         | 発売日         | JP  |
| ---- | -------------------------------- | -------------- | --- |
| 1st  | 続いてゆくのかな                 | 1990年4月21日  | 8   |
| 2nd  | 新しき魂の光と道                 | 1990年12月16日 | 43  |
| 3rd  | 青春は欲望のカタマリだ!          | 1991年10月21日 | 69  |
| 4th  | FLYING KIDS                      | 1993年9月22日  | 47  |
| 5th  | Communication                    | 1994年11月30日 | 16  |
| 6th  | HOME TOWN                        | 1995年11月1日  | 14  |
| 7th  | 真夜中の革命                     | 1996年11月25日 | 10  |
| 8th  | Down to Earth                    | 1997年10月22日 | 24  |
| 9th  | エヴォリューション               | 2009年9月23日  | 162 |
| 10th | LIFE WORKS JOURNEY               | 2011年9月21日  |     |
| 11th | みんなあれについて考えてる       | 2018年2月14日  |     |
| 12th | そしてボクら、ファンキーになった | 2020年8月5日   |     |
| 13th | 希望のシッポ                     | 2025年6月11日  |     |

### ミニ・アルバム
1. GOSPEL HOUR（1992年5月21日、天国まであと3歩シリーズ STEP.1）
2. DANCE NUMBER ONE（1992年8月26日、天国まであと3歩シリーズ STEP.2）
3. レモネード（1992年12月16日、天国まであと3歩シリーズ STEP.3）

### セレクション・アルバム
1. ザ・バイブル（1993年12月16日、祝！天国到達記念盤）

### ベスト・アルバム
1. BEST OF THE FLYING KIDS これからの君と僕のうた（1998年2月11日）
2. FLYING KIDS NOW! 〜THE NEW BEST OF FLYING KIDS〜（2004年2月25日）
3. FLYING KIDS×10ベスト（2011年9月21日）

### ライブ・アルバム
1. FLYING KIDS Billboard Live Tour 2015（2015年7月19日）

### アナログ盤
1. DISCOVERY（1996年11月25日）
2. 新・我想うゆえに我あり / ファンキースター（2017年11月03日）
3. オードレイ! / ドッグトゥース（2019年10月02日）

### 参加作品
- 河口恭吾、アルバム「No Rain No Flower」（2021年11月24日）
  - マイ・アイデンティティー (feat. FLYING KIDS)

### 映像作品
1. 愛と力のビデオテープ（VHS：1990年2月21日 / DVD：2003年3月26日）
2. どぼちょん（VHS：1991年12月16日 / DVD：2003年3月26日）
3. FKV -天国まであと3歩-（VHS：1992年12月16日 / DVD：2003年3月26日）
4. “Break Through” TOUR '94 －日比谷野外音楽堂－（VHS：1995年1月21日 / DVD：2003年3月26日）
5. HOME TOWN VIDEO（VHS：1996年5月22日 / DVD：2003年3月26日）
6. ライブ帝国DVDシリーズ FLYING KIDS（2004年12月8日）

## ミュージック・ビデオ
| 高城剛         | 「心は言葉につつまれて」 |
| 泉谷しげる     | 「するコトダケ」 |
| 岩井俊二       | 「君だけに愛を」 |
| Ed TSUWAKI     | 「君とサザンとポートレート」 |
| 下山天         | 「大きくなったら」「Christmas Lovers」「バンバンバン」「真夏のブリザード」                                                                       |
| GRAHAM ELLIOTT | 「恋の瞬間」 |
| 竹内スグル     | 「風の吹き抜ける場所へ 〜Growin' Up, Blowin' In The Wind〜」                                                                                     |
| 宮尾益実       | 「暗闇でキッス 〜Kiss in the darkness〜」 |
| 森田空海       | 「僕であるために」 |
| 諸沢利彦       | 「Love&Peanuts」「君にシャラララ」 |
| Collaboniqs    | 「新・我想うゆえに我あり」「ラッセーラ（YouTube Ver.）」                                                                                         |
| 小木曽克典     | 「オードレイ！」 |
| 高砂よういち   | 「ワレメユニバース」 |
| 岡本光樹       | 「アソボ」 |
| mamma          | 「ウブゴエ・デスフィーレ」 |
| 山口寛太       | 「REFREX ACTION」 |
| 欽一(KINICHI)  | 「じゃーね」 |
| たじまたかあき | 「BUZZER BEATER feat.トータス松本」 |
| 力山悠太       | 「ハナフブキ〜宴もたけなわ〜 feat.PES」 |
| 不明           | 「幸せであるように」「我想うゆえに我あり」「君に告げよう」「ディスカバリー」「愛しさの中で feat.山田将司(from THE BACK HORN)」「ガッチャンコ！」 |

## タイアップ一覧
| 使用年 | 曲名                                                     | タイアップ                                                         |
| ------ | -------------------------------------------------------- | ------------------------------------------------------------------ |
| 1990年 | 我想うゆえに我あり                                       | パナソニック「ミニミニコンポ HALF」CMソング                        |
| 1990年 | 心は言葉につつまれて                                     | マツダ「ファミリア」CMソング                                       |
| 1991年 | 心は言葉につつまれて                                     | テレビ東京系ドラマ『ハイスクール大脱走』主題歌                     |
| 1991年 | 新しい方々                                               | 松竹富士配給映画『真夏の地球』主題歌                               |
| 1993年 | 大きくなったら                                           | 明治乳業「ニューステップ」CMソング                                 |
| 1993年 | 恋の瞬間                                                 | 三菱電機「ファンヒーター」CMソング                                 |
| 1993年 | 恋の瞬間                                                 | テレビ東京系『地球・知りたい気分!』エンディングテーマ              |
| 1994年 | 風の吹き抜ける場所へ 〜Growin' Up, Blowin' In The Wind〜 | 丸井「'94 夏のキャンペーン 水着&ゆかた」CMソング                   |
| 1994年 | 大人                                                     | 明治乳業「ニューステップ」CMソング                                 |
| 1994年 | セクシーフレンド・シックスティーナイン                   | 三菱自動車「FTO」CMソング                                          |
| 1994年 | 思い出のハイスクール                                     | サークルK CMソング                                                 |
| 1995年 | とまどいの時を越えて                                     | 資生堂「ヘアエッセンスシャンプー」CMソング                         |
| 1995年 | 暗闇でキッス 〜Kiss in the darkness〜                    | TBS系『COUNT DOWN TV』オープニングテーマ                           |
| 1995年 | Christmas Lovers                                         | 関西セルラー CMソング                                              |
| 1995年 | バンバンバン                                             | キリンビバレッジ「JIVE」CMソング                                   |
| 1996年 | 真夏のブリザード                                         | TBS系『王様のブランチ』エンディングテーマ                          |
| 1996年 | ディスカバリー                                           | サッポロビール「冬物語」CMソング                                   |
| 1996年 | 僕であるために                                           | TBS系アニメ『逮捕しちゃうぞ』オープニングテーマ（第5話 - 第25話）  |
| 1996年 | 21世紀になっても                                         | NHK教育『サイエンスアイ』テーマソング                              |
| 1997年 | LOVE & Peanuts                                           | 資生堂「アグレ ミネラルクールウォーター」CMソング                  |
| 1997年 | 君にシャラララ                                           | NHK-FM『ミュージック・スクエア』8月・9月度エンディングテーマ       |
| 1997年 | NEW ADVENTURE                                            | 大鵬薬品工業「チオビタドリンク2000」CMソング                       |
| 1997年 | Bridge                                                   | 「赤十字血液センター近畿ブロック'97献血」キャンペーンソング        |
| 2009年 | ドマナツ                                                 | エスエスエル ヘルスケア ジャパン「コパートンUVプロテクト」CMソング |
| 2014年 | JOY!                                                     | 群馬テレビ『JOYのASOBU-TV JOYnt!』オープニングテーマ               |
| 2024年 | BUZZER BEATER feat.トータス松本                          | SCO GROUP 2024 「テクノロジーで105年活きるを創造する 篇」CMソング  |

## ヘビーローテーション/パワープレイ

### ラジオ
| 放送年 | 曲名           | ラジオヘビーローテーション/パワープレイ                                      |
| ------ | -------------- | ---------------------------------------------------------------------------- |
| 1994年 | 君に告げよう   | FM802 1994年11月度ヘビーローテーション                                       |
| 1994年 | 君に告げよう   | NORTH WAVE 1994年11月度POWER PLAY                                            |
| 1996年 | ディスカバリー | ABCラジオ『ABCミュージックパラダイス』1996年10月度ミューパライチ押しナンバー |